# Centaurea ternilli
Centaurea ternilli là một loài thực vật có hoa trong họ Cúc. Loài này được Mateo & M.B.Crespo mô tả khoa học đầu tiên năm 1988.